# 1999–2000-es UEFA-bajnokok ligája (selejtezők)
Az 1999–2000-es UEFA-bajnokok ligája selejtezőit három fordulóban bonyolították le 1999. július 13. és augusztus 25. között. A selejtezőben 55 csapat vett részt.

## 1. selejtezőkör
Az 1. selejtezőkör párosításainak győztesei a 2. selejtezőkörbe jutottak, a vesztesek kiestek.
Az időpontok közép-európai idő/közép-európai nyári idő szerint értendők.

### Párosítások
| 1. csapat                | Össz.Tooltip Aggregate score | 2. csapat       | 1. mérk. | 2. mérk. |
| ------------------------ | ---------------------------- | --------------- | -------- | -------- |
| ÍBV                      | 3–1                          | KF Tirana       | 1–0      | 2–1      |
| Litex Lovecs             | 5–0                          | Glentoran       | 3–0      | 2–0      |
| Žalgiris                 | 5–0                          | Araks Ararat    | 2–0      | 3–0      |
| HB Tórshavn              | 1–7                          | Haka            | 1–1      | 0–6      |
| Partizan                 | 10–1                         | Flora           | 6–0      | 4–1      |
| Jeunesse Esch            | 0–10                         | Skonto          | 0–2      | 0–8      |
| Sloga Jugomagnat         | 2–2 (i.g.)                   | Gəncə PFK       | 1–0      | 1–2      |
| Barry Town FC            | 2–3                          | Valletta FC     | 0–0      | 2–3      |
| Saint Patrick’s Athletic | 0–10                         | Zimbru Chișinău | 0–5      | 0–5      |

### 1. mérkőzések
| 1999. július 13. 17:30 |

| Litex Lovecs                              | 3–0               | Glentoran |
| ----------------------------------------- | ----------------- | --------- |
| Haxhi 12' Bushi 34' (11-esből) Petrov 81' | (2–0) Jegyzőkönyv |           |

| Lovecs Stadion, Lovecs Nézőszám: 5000 Játékvezető: Zoran Arsić |

| 1999. július 13. 20:00 |

| ÍBV                | 1–0               | KF Tirana |
| ------------------ | ----------------- | --------- |
| S. Jóhannesson 45' | (1–0) Jegyzőkönyv |           |

| Hásteinsvöllur, Vestmannaeyjar Nézőszám: 790 Játékvezető: Richard O’Hanlon (ír) |

| 1999. július 14. 17:30 |

| Žalgiris Vilnius            | 2–0               | Araks Ararat |
| --------------------------- | ----------------- | ------------ |
| I. Steško 45' A. Steško 87' | (1–0) Jegyzőkönyv |              |

| Žalgiris Stadion, Vilnius Nézőszám: 1000 Játékvezető: Sten Johanzon (svéd) |

| 1999. július 14. 19:30 |

| Partizan                                            | 6–0               | Flora |
| --------------------------------------------------- | ----------------- | ----- |
| S. Ilić 12' Peković 25' 71' Ivić 36' 75' Kežman 56' | (3–0) Jegyzőkönyv |       |

| Partizan Stadion, Belgrád Nézőszám: 10 000 Játékvezető: Philippe Leuba (svájci) |

| 1999. július 14. 19:30 |

| Jeunesse Esch | 0–2               | Skonto                     |
| ------------- | ----------------- | -------------------------- |
|               | (0–0) Jegyzőkönyv | Astafjevs 66' Mihalops 73' |

| Stade de la Frontière, Esch-sur-Alzette Nézőszám: 930 Játékvezető: Lawrence Sammut (máltai) |

| 1999. július 14. 20:00 |

| Sloga Jugomagnat | 1–0               | Gəncə PFK |
| ---------------- | ----------------- | --------- |
| Memedi 60'       | (0–0) Jegyzőkönyv |           |

| Čair Stadium, Szkopje Nézőszám: 1000 Játékvezető: Juhos Attila (magyar) |

| 1999. július 14. 20:00 |

| HB Tórshavn | 1–1               | Haka          |
| ----------- | ----------------- | ------------- |
| Lajkuni 47' | (0–0) Jegyzőkönyv | Popovitch 64' |

| Gundadalur Stadium, Tórshavn Nézőszám: 1600 Játékvezető: Miroslaw Ryszka (lengyel) |

| 1999. július 14. 20:30 |

| Barry Town | 0–0         | Valletta FC |
| ---------- | ----------- | ----------- |
|            | Jegyzőkönyv |             |

| Jenner Park, Barry Nézőszám: 2500 Játékvezető: Charles Schaack (luxemburgi) |

| 1999. július 14. 20:45 |

| St. Patrick’s Athletic | 0–5               | Zimbru Chișinău                         |
| ---------------------- | ----------------- | --------------------------------------- |
|                        | (0–3) Jegyzőkönyv | Beco 29' 41' Epureanu 35' 89' Boreț 70' |

| Richmond Park, Dublin Nézőszám: 3300 Játékvezető: Lucílio Batista (portugál) |

### 2. mérkőzések
| 1999. július 21. 15:00 |

| Araks Ararat | 0–3               | Žalgiris Vilnius                         |
| ------------ | ----------------- | ---------------------------------------- |
|              | (0–2) Jegyzőkönyv | Novikovas 7' Jokšas 30' Vasiliauskas 65' |

| Hrazdan Stadium, Jereván Nézőszám: 504 Játékvezető: Igor Horozhankin (ukrán) |

| 1999. július 21. 16:00 |

| Gəncə PFK                          | 2–1               | Sloga Jugomagnat |
| ---------------------------------- | ----------------- | ---------------- |
| Mammadov 20' Rzayev 90' (11-esből) | (1–1) Jegyzőkönyv | Memedi 35'       |

| Tofiq Bahramov Stadium, Baku Nézőszám: 6000 Játékvezető: Gennady Yakubovsky (fehérorosz) |

| 1999. július 21. 17:00 |

| Zimbru Chișinău                          | 5–0               | St. Patrick’s Athletic |
| ---------------------------------------- | ----------------- | ---------------------- |
| Tropanet 22' 40' Boreț 30' 75' Oprea 85' | (3–0) Jegyzőkönyv |                        |

| Stadionul Republican, Chișinău Nézőszám: 4000 Játékvezető: Georgios Borovilos (görög) |

| 1999. július 21. 17:30 |

| KF Tirana | 1–2               | ÍBV                                 |
| --------- | ----------------- | ----------------------------------- |
| Bulku 80' | (0–2) Jegyzőkönyv | S. Jóhannesson 32' Sigurdsson 45+3' |

| Qemal Stafa Stadium, Tirana Nézőszám: 5000 Játékvezető: Robert Boggi (olasz) |

| 1999. július 21. 17:30 |

| Skonto                                                          | 8–0               | Jeunesse Esch |
| --------------------------------------------------------------- | ----------------- | ------------- |
| Bleidelis 38' 50' Miholaps 40' 54' 61' 84' 90' Koļesņičenko 77' | (2–0) Jegyzőkönyv |               |

| Skonto stadion, Riga Nézőszám: 1100 Játékvezető: Jan Hald (dán) |

| 1999. július 21. 18:00 |

| Flora       | 1–4               | Partizan                             |
| ----------- | ----------------- | ------------------------------------ |
| Viikmäe 52' | (0–2) Jegyzőkönyv | Kežman 10' 69' S. Ilić 20' Tomić 82' |

| Kadriorg Stadium, Tallinn Nézőszám: 400 Játékvezető: Tom Henning Øvrebø (norvég) |

| 1999. július 21. 18:00 |

| Haka                                                                       | 6–0               | HB Tórshavn |
| -------------------------------------------------------------------------- | ----------------- | ----------- |
| Salli 26' Reynders 44' Nyyssönen 47' Wilson 62' Popovitch 80' Torkkeli 90' | (2–0) Jegyzőkönyv |             |

| Tehtaan kenttä, Valkeakoski Nézőszám: 2241 Játékvezető: Algirdas Dubinskas (litván) |

| 1999. július 21. 20:00 |

| Valletta FC                     | 3–2               | Barry Town FC |
| ------------------------------- | ----------------- | ------------- |
| G. Agius 42' 45+1' Chetcuti 55' | (2–0) Jegyzőkönyv | Sloan 47' 56' |

| Nemzeti Stadion (Ta’ Qali), Ta’ Qali Nézőszám: 2996 Játékvezető: Bruno Derrien (francia) |

| 1999. július 21. 20:30 |

| Glentoran | 0–2               | Litex Lovecs        |
| --------- | ----------------- | ------------------- |
|           | (0–0) Jegyzőkönyv | Haxhi 64' Bushi 89' |

| The Oval, Belfast Nézőszám: 2005 Játékvezető: Dick van Egmond (holland) |

## 2. selejtezőkör
A 2. selejtezőkör párosításainak győztesei a 3. selejtezőkörbe jutottak, a vesztesek kiestek.

### Párosítások
| 1. csapat        | Össz.Tooltip Aggregate score | 2. csapat         | 1. mérk. | 2. mérk.   |
| ---------------- | ---------------------------- | ----------------- | -------- | ---------- |
| Rapid Wien       | 5–0                          | Valletta FC       | 3–0      | 2–0        |
| Anórthoszisz     | 3–2                          | Slovan Bratislava | 2–1      | 1–1        |
| Partizan         | 6–1                          | Rijeka            | 3–1      | 3–0        |
| CSZKA Moszkva    | 2–4                          | Molde FK          | 2–0      | 0–4        |
| Litex Lovecs     | 5–5 (t. 2–3)                 | Widzew Łódź       | 4–1      | 1–4 (h.u.) |
| Haka             | 1–7                          | Rangers           | 1–4      | 0–3        |
| Dinamo Tbiliszi  | 2–3                          | Zimbru Chișinău   | 2–1      | 0–2        |
| Dnyapro Mahiljov | 0–3                          | AIK               | 0–1      | 0–2        |
| Sloga Jugomagnat | 0–2                          | Brøndby IF        | 0–1      | 0–1        |
| Rapid București  | 4–5                          | Skonto            | 3–3      | 1–2        |
| Beşiktaş JK      | 1–1 (i.g.)                   | Hapóél Haifa      | 1–1      | 0–0        |
| Dinamo Kijiv     | 3–0                          | Žalgiris          | 2–0      | 1–0        |
| ÍBV              | 1–5                          | MTK Hungária      | 0–2      | 1–3        |
| NK Maribor       | 5–4                          | KRC Genk          | 5–1      | 0–3        |

### 1. mérkőzések
| 1999. július 28. 16:00 |

| Dinamo Tbiliszi                | 2–1               | Zimbru Chișinău |
| ------------------------------ | ----------------- | --------------- |
| Tsitaishvili 81' Khomeriki 90' | (0–0) Jegyzőkönyv | Berco 67'       |

| Boris Paichadze National Stadium, Tbiliszi Nézőszám: 5000 Játékvezető: Dietmar Drabek (osztrák) |

| 1999. július 28. 16:30 |

| Rapid București                     | 3–3               | Skonto                        |
| ----------------------------------- | ----------------- | ----------------------------- |
| Barbu 14' Schumacher 53' Mutică 73' | (1–2) Jegyzőkönyv | Chaladze 4' 33' Astafjevs 61' |

| Stadionul Giulești-Valentin Stănescu, Bukarest Nézőszám: 4150 Játékvezető: Oğuz Sarvan (török) |

| 1999. július 28. 17:00 |

| Dnyapro Mahiljov | 0–1               | AIK            |
| ---------------- | ----------------- | -------------- |
|                  | (0–0) Jegyzőkönyv | Tjernström 89' |

| Dinamo Stadium, Minszk Nézőszám: 4300 Játékvezető: Alan Snoddy (északír) |

| 1999. július 28. 17:30 |

| Anórthoszisz             | 2–1               | Slovan Bratislava |
| ------------------------ | ----------------- | ----------------- |
| Obiku 25' 89' (11-esből) | (1–0) Jegyzőkönyv | Hrnčár 50'        |

| Antonis Papadopoulos Stadium, Larnaca Nézőszám: 4711 Játékvezető: Claus Bo Larsen (dán) |

| 1999. július 28. 17:30 |

| Litex Lovecs                                       | 4–1               | Widzew Łódź               |
| -------------------------------------------------- | ----------------- | ------------------------- |
| Todorov 40' 78' Živković 82' (11-esből) Kondev 90' | (1–0) Jegyzőkönyv | Wichniarek 88' (11-esből) |

| Lovecs Stadion, Lovecs Nézőszám: 3500 Játékvezető: Bernd Heynemann (német) |

| 1999. július 28. 18:00 |

| CSZKA Moszkva           | 2–0               | Molde FK |
| ----------------------- | ----------------- | -------- |
| Şişchin 7' Khomukha 85' | (1–0) Jegyzőkönyv |          |

| Gyinamo Stadion, Moszkva Nézőszám: 15 000 Játékvezető: Manuel Mejuto González (spanyol) |

| 1999. július 28. 18:00 |

| Haka      | 1–4               | Rangers                                |
| --------- | ----------------- | -------------------------------------- |
| Niemi 51' | (0–3) Jegyzőkönyv | Amoruso 18' Mols 22' 42' Johansson 86' |

| Tehtaan kenttä, Valkeakoski Nézőszám: 3341 Játékvezető: Vladimír Hriňák (szlovák) |

| 1999. július 28. 18:00 |

| Dinamo Kijiv      | 2–0               | Žalgiris Vilnius |
| ----------------- | ----------------- | ---------------- |
| Shatskikh 38' 76' | (1–0) Jegyzőkönyv |                  |

| Olimpiyskiy NSC, Kijev Nézőszám: 14 600 Játékvezető: Graham Poll (angol) |

| 1999. július 28. 19:45 |

| Beşiktaş JK | 1–1               | Hapóél Haifa |
| ----------- | ----------------- | ------------ |
| Akman 90+1' | (0–0) Jegyzőkönyv | Rosso 76'    |

| BJK İnönü Stadium, Isztambul Nézőszám: 12 000 Játékvezető: Paul Durkin (angol) |

| 1999. július 28. 20:00 |

| NK Maribor                                                               | 5–1               | KRC Genk    |
| ------------------------------------------------------------------------ | ----------------- | ----------- |
| Balajić 24' Galič 61' Karič 68' (11-esből) Šimundža 76' Djuranovič 90+3' | (1–1) Jegyzőkönyv | Strupar 33' |

| Ljudski vrt, Maribor Nézőszám: 3958 Játékvezető: Fiorenzo Treossi (olasz) |

| 1999. július 28. 20:00 |

| Sloga Jugomagnat | 0–1               | Brøndby IF   |
| ---------------- | ----------------- | ------------ |
|                  | (0–1) Jegyzőkönyv | Daugaard 15' |

| Philip II Arena, Szkopje Nézőszám: 5000 Játékvezető: Jack van Hulten (holland) |

| 1999. július 28. 20:15 |

| Partizan                  | 3–1               | Rijeka           |
| ------------------------- | ----------------- | ---------------- |
| Ilić 10' Krstajić 22' 86' | (2–0) Jegyzőkönyv | Sztipánovics 56' |

| Partizan Stadion, Belgrád Nézőszám: 21 746 Játékvezető: Alain Hamer (luxemburgi) |

| 1999. július 28. 20:30 |

| Rapid Wien                        | 3–0               | Valletta FC |
| --------------------------------- | ----------------- | ----------- |
| Dowe 54' Savićević 74' Penksa 86' | (0–0) Jegyzőkönyv |             |

| Gerhard Hanappi Stadium, Bécs Nézőszám: 14 500 Játékvezető: Miroslav Vitković (horvát) |

| 1999. július 28. 21:00 |

| ÍBV | 0–2               | MTK Hungária              |
| --- | ----------------- | ------------------------- |
|     | (0–1) Jegyzőkönyv | Halmai 18' Preisinger 72' |

| Hásteinsvöllur, Vestmannaeyjar Nézőszám: 827 Játékvezető: Terje Hauge (norvég) |

### 2. mérkőzések
| 1999. augusztus 4. 17:00 |

| Zimbru Chișinău        | 2–0               | Dinamo Tbiliszi |
| ---------------------- | ----------------- | --------------- |
| Dodul 20' Epureanu 89' | (1–0) Jegyzőkönyv |                 |

| Stadionul Republican, Chișinău Nézőszám: 6960 Játékvezető: Luc Huyghe (belga) |

| 1999. augusztus 4. 17:00 |

| Žalgiris Vilnius | 0–1               | Dinamo Kijiv |
| ---------------- | ----------------- | ------------ |
|                  | (0–1) Jegyzőkönyv | Rebrov 35'   |

| Žalgiris Stadium, Vilnius Nézőszám: 3500 Játékvezető: Georg Dardenne (német) |

| 1999. augusztus 4. 18:00 |

| Slovan Bratislava | 1–1               | Anórthoszisz |
| ----------------- | ----------------- | ------------ |
| Timko 59'         | (0–0) Jegyzőkönyv | Obiku 58'    |

| Tehelné pole, Pozsony Nézőszám: 10 900 Játékvezető: Frank De Bleeckere (belga) |

| 1999. augusztus 4. 18:00 |

| Molde FK                                  | 4–0               | CSZKA Moszkva |
| ----------------------------------------- | ----------------- | ------------- |
| Tessem 48' Berg Hestad 65' Hoseth 67' 81' | (0–0) Jegyzőkönyv |               |

| Aker Stadion, Molde Nézőszám: 5203 Játékvezető: Gary Willard (angol) |

| 1999. augusztus 4. 18:00 |

| Valletta FC | 0–2               | Rapid Wien               |
| ----------- | ----------------- | ------------------------ |
|             | (0–0) Jegyzőkönyv | Dowe 70' Lagonikakis 88' |

| Nemzeti Stadion (Ta’ Qali), Ta’ Qali Nézőszám: 1525 Játékvezető: Orhan Erdemir (török) |

| 1999. augusztus 4. 19:00 |

| AIK                             | 2–0               | Dnyapro Mahiljov |
| ------------------------------- | ----------------- | ---------------- |
| Corneliusson 54' Gustafsson 77' | (0–0) Jegyzőkönyv |                  |

| Råsunda Stadion, Solna Nézőszám: 11 857 Játékvezető: Stuart Dougal (skót) |

| 1999. augusztus 4. 19:30 |

| Hapóél Haifa | 0–0         | Beşiktaş JK |
| ------------ | ----------- | ----------- |
|              | Jegyzőkönyv |             |

| Kiryat Eliezer Stadium, Haifa Nézőszám: 12 000 Játékvezető: Lutz-Michael Fröhlich (német) |

| 1999. augusztus 4. 20:00 |

| Skonto                 | 2–1               | Rapid București |
| ---------------------- | ----------------- | --------------- |
| Laizāns 77' Rubins 87' | (0–1) Jegyzőkönyv | Raducan 32'     |

| Skonto stadion, Riga Nézőszám: 2850 Játékvezető: Kenny Clark (skót) |

| 1999. augusztus 4. 20:15 |

| Widzew Łódź                                 | 4–1               | Litex Lovecs |
| ------------------------------------------- | ----------------- | ------------ |
| Gęsior 14' Wichniarek 50' 59' Michalski 75' | (1–1) Jegyzőkönyv | Todorov 28'  |

| Stadion Widzewa, Łódź Nézőszám: 3353 Játékvezető: Stéphane Bré (francia) |

| 1999. augusztus 4. 20:30 |

| KRC Genk                       | 3–0               | NK Maribor |
| ------------------------------ | ----------------- | ---------- |
| Guðjónsson 45' 58' Horváth 61' | (1–0) Jegyzőkönyv |            |

| Stade Maurice Dufrasne, Liège Nézőszám: 6779 Játékvezető: Juan Ansuátegui Roca (spanyol) |

| 1999. augusztus 4. 20:30 |

| Rijeka | 0–3               | Partizan               |
| ------ | ----------------- | ---------------------- |
|        | (0–2) Jegyzőkönyv | Kežman 7' 82' Ivić 18' |

| Stadion Kantrida, Fiume Nézőszám: 10 500 Játékvezető: Günter Benkö (osztrák) |

| 1999. augusztus 4. 20:45 |

| Rangers                             | 3–0               | Haka |
| ----------------------------------- | ----------------- | ---- |
| Wallace 14' Johansson 28' Amato 67' | (2–0) Jegyzőkönyv |      |

| Ibrox Stadium, Glasgow Nézőszám: 38 000 Játékvezető: Lubomír Puček (cseh) |

| 1999. augusztus 4. 20:45 |

| Brøndby IF             | 1–0               | Sloga Jugomagnat |
| ---------------------- | ----------------- | ---------------- |
| Daugaard 3' (11-esből) | (1–0) Jegyzőkönyv |                  |

| Brøndby Stadium, Brøndby Nézőszám: 8538 Játékvezető: Vasyl Melnychuk (ukrán) |

| 1999. augusztus 4. 20:45 |

| MTK Hungária                 | 3–1               | ÍBV           |
| ---------------------------- | ----------------- | ------------- |
| Ilea 9' Kuttor 24' Illés 40' | (3–0) Jegyzőkönyv | Bjarklind 89' |

| Hidegkuti Nándor Stadion, Budapest Nézőszám: 2000 Játékvezető: Miroslav Radoman |

## 3. selejtezőkör
A 3. selejtezőkör párosításainak győztesei a csoportkörbe jutottak, a vesztesek az UEFA-kupa első fordulójába kerültek.

### Párosítások
| 1. csapat          | Össz.Tooltip Aggregate score | 2. csapat         | 1. mérk. | 2. mérk.   |
| ------------------ | ---------------------------- | ----------------- | -------- | ---------- |
| Zimbru Chișinău    | 0–2                          | PSV Eindhoven     | 0–0      | 0–2        |
| Szpartak Moszkva   | 5–1                          | Partizan          | 2–0      | 3–1        |
| Chelsea            | 3–0                          | Skonto            | 3–0      | 0–0        |
| Rapid Wien         | 0–4                          | Galatasaray       | 0–3      | 0–1        |
| Fiorentina         | 5–1                          | Widzew Łódź       | 3–1      | 2–0        |
| AaB                | 3–4                          | Dinamo Kijiv      | 1–2      | 2–2        |
| Rangers            | 2–1                          | Parma FC          | 2–0      | 0–1        |
| Brøndby IF         | 3–6                          | Boavista          | 1–2      | 2–4 (h.u.) |
| AÉK                | 0–1                          | AIK               | 0–0      | 0–1        |
| Hapóél Haifa       | 0–4                          | Valencia CF       | 0–2      | 0–2        |
| Hertha BSC         | 2–0                          | Anórthoszisz      | 2–0      | 0–0        |
| Sturm Graz         | 4–3                          | Servette          | 2–1      | 2–2        |
| Molde FK           | 1–1 (i.g.)                   | RCD Mallorca      | 0–0      | 1–1        |
| Olympique Lyonnais | 0–3                          | NK Maribor        | 0–1      | 0–2        |
| Croatia Zagreb     | 2–0                          | MTK Hungária      | 0–0      | 2–0        |
| FK Teplice         | 0–2                          | Borussia Dortmund | 0–1      | 0–1        |

### 1. mérkőzések
| 1999. augusztus 10. 20:30 |

| Olympique Lyonnais | 0–1               | NK Maribor    |
| ------------------ | ----------------- | ------------- |
|                    | (0–0) Jegyzőkönyv | Filipović 88' |

| Stade de Gerland, Lyon Nézőszám: 25 365 Játékvezető: Serguei Khussainov (orosz) |

| 1999. augusztus 11. 18:00 |

| FK Teplice | 0–1               | Borussia Dortmund |
| ---------- | ----------------- | ----------------- |
|            | (0–0) Jegyzőkönyv | Nerlinger 66'     |

| Na Stínadlech, Teplice Nézőszám: 16 853 Játékvezető: Dermot Gallagher (angol) |

| 1999. augusztus 11. 18:00 |

| Szpartak Moszkva        | 2–0               | Partizan |
| ----------------------- | ----------------- | -------- |
| Shirko 37' Tikhonov 73' | (1–0) Jegyzőkönyv |          |

| Luzsnyiki Stadion, Moszkva Nézőszám: 42 000 Játékvezető: Bernd Heynemann (német) |

| 1999. augusztus 11. 18:30 |

| AaB          | 1–2               | Dinamo Kijiv             |
| ------------ | ----------------- | ------------------------ |
| Strandli 55' | (0–2) Jegyzőkönyv | Rebrov 13' Shatskikh 39' |

| Aalborg Stadion, Aalborg Nézőszám: 8492 Játékvezető: Atanas Uzunov (bolgár) |

| 1999. augusztus 11. 19:30 |

| Rapid Wien | 0–3               | Galatasaray SK                 |
| ---------- | ----------------- | ------------------------------ |
|            | (0–2) Jegyzőkönyv | Ünsal 34' Akyel 38' Hagi 90+1' |

| Ernst Happel Stadion, Bécs Nézőszám: 30 200 Játékvezető: Kim Milton Nielsen (dán) |

| 1999. augusztus 11. 19:30 |

| Hapóél Haifa | 0–2               | Valencia CF           |
| ------------ | ----------------- | --------------------- |
|              | (0–0) Jegyzőkönyv | López 68' Farinós 75' |

| Kiryat Eliezer Stadium, Haifa Nézőszám: 13 500 Játékvezető: Markus Merk (német) |

| 1999. augusztus 11. 20:00 |

| Molde FK | 0–0         | RCD Mallorca |
| -------- | ----------- | ------------ |
|          | Jegyzőkönyv |              |

| Aker Stadion, Molde Nézőszám: 8573 Játékvezető: Mario van der Ende (holland) |

| 1999. augusztus 11. 20:15 |

| Croatia Zagreb | 0–0         | MTK Hungária |
| -------------- | ----------- | ------------ |
|                | Jegyzőkönyv |              |

| Maksimir Stadion, Zágráb Nézőszám: 15 000 Játékvezető: Graham Poll (angol) |

| 1999. augusztus 11. 20:15 |

| AÉK | 0–0         | AIK |
| --- | ----------- | --- |
|     | Jegyzőkönyv |     |

| Nikos Goumas Stadium, Athén Nézőszám: 24 000 Játékvezető: Juan Fernández Marin (spanyol) |

| 1999. augusztus 11. 20:30 |

| Zimbru Chișinău | 0–0         | PSV Eindhoven |
| --------------- | ----------- | ------------- |
|                 | Jegyzőkönyv |               |

| Stadionul Republican, Chișinău Nézőszám: 8500 Játékvezető: Georgios Bikas (görög) |

| 1999. augusztus 11. 20:45 |

| Fiorentina                       | 3–1               | Widzew Łódź       |
| -------------------------------- | ----------------- | ----------------- |
| Adani 17' Cois 57' Rui Costa 89' | (1–0) Jegyzőkönyv | Adani 73' (öngól) |

| Stadio Artemio Franchi, Firenze Nézőszám: 30 601 Játékvezető: David Elleray (angol) |

| 1999. augusztus 11. 20:45 |

| Brøndby IF | 1–2               | Boavista              |
| ---------- | ----------------- | --------------------- |
| Smith 65'  | (0–1) Jegyzőkönyv | Silva 25' Moreira 73' |

| Brøndby Stadium, Brøndby Nézőszám: 9060 Játékvezető: Nikolay Levnikov (orosz) |

| 1999. augusztus 11. 20:45 |

| Hertha BSC         | 2–0               | Anórthoszisz |
| ------------------ | ----------------- | ------------ |
| Daei 2' Preetz 58' | (1–0) Jegyzőkönyv |              |

| Olimpiai Stadion, Berlin Nézőszám: 42 500 Játékvezető: Hugh Dallas (skót) |

| 1999. augusztus 11. 21:05 |

| Chelsea                           | 3–0               | Skonto |
| --------------------------------- | ----------------- | ------ |
| Babayaro 76' Poyet 78' Sutton 84' | (0–0) Jegyzőkönyv |        |

| Stamford Bridge, London Nézőszám: 22 043 Játékvezető: Urs Meier (svájci) |

| 1999. augusztus 11. 21:05 |

| Rangers              | 2–0               | Parma FC |
| -------------------- | ----------------- | -------- |
| Vidmar 34' Reyna 75' | (1–0) Jegyzőkönyv |          |

| Ibrox Stadium, Glasgow Nézőszám: 49 263 Játékvezető: José García-Aranda |

| 1999. augusztus 11. 21:15 |

| Sturm Graz             | 2–1               | Servette     |
| ---------------------- | ----------------- | ------------ |
| Vastić 33' Martens 45' | (2–1) Jegyzőkönyv | Lonfat 45+3' |

| Stadion Graz-Liebenau, Graz Nézőszám: 10 688 Játékvezető: Lucílio Batista (portugál) |

### 2. mérkőzések
| 1999. augusztus 25. 18:00 |

| Widzew Łódź | 0–2               | Fiorentina          |
| ----------- | ----------------- | ------------------- |
|             | (0–1) Jegyzőkönyv | Chiesa 39' Cois 87' |

| Stadion Widzewa, Łódź Nézőszám: 6500 Játékvezető: Alain Sars (francia) |

| 1999. augusztus 25. 18:00 |

| Dinamo Kijiv              | 2–2               | AaB                |
| ------------------------- | ----------------- | ------------------ |
| Husin 74' Shatskikh 90+1' | (0–1) Jegyzőkönyv | Oper 9' Gaarde 47' |

| Olimpiai Stadion, Kijev Nézőszám: 15 000 Játékvezető: Michel Piraux (belga) |

| 1999. augusztus 25. 18:00 |

| Anórthoszisz | 0–0         | Hertha BSC |
| ------------ | ----------- | ---------- |
|              | Jegyzőkönyv |            |

| Antonis Papadopoulos Stadium, Larnaca Nézőszám: 8000 Játékvezető: Eric Romain (belga) |

| 1999. augusztus 25. 18:30 |

| Skonto | 0–0         | Chelsea |
| ------ | ----------- | ------- |
|        | Jegyzőkönyv |         |

| Skonto stadion, Riga Nézőszám: 5600 Játékvezető: Gilles Veissière (francia) |

| 1999. augusztus 25. 19:00 |

| AIK           | 1–0               | AÉK |
| ------------- | ----------------- | --- |
| Novaković 57' | (0–0) Jegyzőkönyv |     |

| Råsunda Stadion, Solna Nézőszám: 31 115 Játékvezető: Graziano Cesari (olasz) |

| 1999. augusztus 25. 20:00 |

| PSV Eindhoven        | 2–0               | Zimbru Chișinău |
| -------------------- | ----------------- | --------------- |
| Nilis 80' Ooijer 88' | (0–0) Jegyzőkönyv |                 |

| Philips Stadion, Eindhoven Nézőszám: 23 000 Játékvezető: Günter Benkö (osztrák) |

| 1999. augusztus 25. 20:15 |

| MTK Hungária | 0–2               | Croatia Zagreb |
| ------------ | ----------------- | -------------- |
|              | (0–0) Jegyzőkönyv | Šimić 58' 86'  |

| Hidegkuti Nándor Stadion, Budapest Nézőszám: 5238 Játékvezető: Jan Wegereef (holland) |

| 1999. augusztus 25. 20:15 |

| Partizan   | 1–3               | Szpartak Moszkva                     |
| ---------- | ----------------- | ------------------------------------ |
| Kežman 73' | (0–1) Jegyzőkönyv | Shirko 19' 46' Tyitov 85' (11-esből) |

| Partizan Stadion, Belgrád Nézőszám: 18 216 Játékvezető: Antonio López Nieto |

| 1999. augusztus 25. 20:30 |

| Borussia Dortmund | 1–0               | FK Teplice |
| ----------------- | ----------------- | ---------- |
| Herrlich 90'      | (0–0) Jegyzőkönyv |            |

| Westfalenstadion, Dortmund Nézőszám: 48 000 Játékvezető: Alfredo Trentalange (olasz) |

| 1999. augusztus 25. 20:30 |

| Galatasaray SK | 1–0               | Rapid Wien |
| -------------- | ----------------- | ---------- |
| Okan Buruk 52' | (0–0) Jegyzőkönyv |            |

| Ali Sami Yen Stadium, Isztambul Nézőszám: 15 946 Játékvezető: Pierluigi Collina (olasz) |

| 1999. augusztus 25. 20:30 |

| NK Maribor               | 2–0               | Olympique Lyonnais |
| ------------------------ | ----------------- | ------------------ |
| Šimundža 23' Balajić 45' | (2–0) Jegyzőkönyv |                    |

| Ljudski vrt, Maribor Nézőszám: 7021 Játékvezető: Oğuz Sarvan (török) |

| 1999. augusztus 25. 20:45 |

| Servette              | 2–2               | Sturm Graz             |
| --------------------- | ----------------- | ---------------------- |
| Juárez 50' Thurre 89' | (0–0) Jegyzőkönyv | Kocijan 54' Vastić 78' |

| Charmilles Stadium, Genf Nézőszám: 8400 Játékvezető: Graham Barber (angol) |

| 1999. augusztus 25. 21:00 |

| Parma FC  | 1–0               | Rangers |
| --------- | ----------------- | ------- |
| Walem 68' | (0–0) Jegyzőkönyv |         |

| Stadio Ennio Tardini, Parma Nézőszám: 24 087 Játékvezető: Karl-Erik Nilsson (svéd) |

| 1999. augusztus 25. 21:30 |

| RCD Mallorca             | 1–1               | Molde FK            |
| ------------------------ | ----------------- | ------------------- |
| Stanković 21' (11-esből) | (1–0) Jegyzőkönyv | Lund 84' (11-esből) |

| Son Moix Stadium, Palma de Mallorca Nézőszám: 23 000 Játékvezető: Stefano Braschi (olasz) |

| 1999. augusztus 25. 22:00 |

| Boavista                                   | 4–2               | Brøndby IF               |
| ------------------------------------------ | ----------------- | ------------------------ |
| Litos 13' Ahinful 100' 110' Rui Bento 117' | (1–0) Jegyzőkönyv | Christensen 47' Bjur 90' |

| Estádio do Bessa, Porto Nézőszám: 9000 Játékvezető: Pascal Garibian (francia) |

| 1999. augusztus 25. 22:00 |

| Valencia CF     | 2–0               | Hapóél Haifa |
| --------------- | ----------------- | ------------ |
| Sánchez 59' 66' | (0–0) Jegyzőkönyv |              |

| Mestalla Stadium, Valencia Nézőszám: 23 157 Játékvezető: Anders Frisk (svéd) |